# Entandrophragma spicatum
Pour les articles homonymes, voir Entandrophragma et Spicatum.
Espèce
Synonymes
- Entandrophragma ekebergioides (Harms) Sprague[1]
- Wulfhorstia ekebergioides Harms[1]
- Wulfhorstia spicata C.DC.[1]

Entandrophragma spicatum est une espèce d'arbres de la famille des Méliacées.